# Argument de l'apocalipsi
L'argument de l'apocalipsi és una estimació del temps que li queda de vida a la humanitat, basat en un càlcul probabilista.
Sigui N el nombre total d'individus de l'espècie humana al llarg de tota la seva història, és a dir, des de la seva aparició fins a la seva extinció i n el nombre d'individus de l'espècie humana que han viscut fins a l'actualitat. Direm que n és la posició actual (en termes absoluts) de l'espècie humana.
El principi de Copèrnic suggereix que la probabilitat que l'espècie humana es troba en una certa posició n d'entre les N possibles és la mateixa per tot n. Per tant, sense conèixer encara el valor de n, podem assumir que la posició relativa n/N es distribueix uniformement en l'interval (0,1].
Fins i tot després de conèixer la posició absoluta n, podem continuar suposant que la nostra posició relativa n/N es distribueix uniformement en l'interval (0,1], ja que partim de la hipòtesi que ignorem el valor de N (que recordem, és el nombre total d'humans que han viscut i viuran).
Si es pren ara una confiança arbitrària, per exemple del 90%, podem dir (amb aquesta confiança) que la nostra posició relativa n/N està en l'interval (0.1,1]. Dit d'una altra manera, podem admetre que estem "un 90% segurs" que estem entre l'últim 90% d'humans que naixeran. Donada la nostra posició absoluta n, això implica que hi ha una cota superior probable per a N: aïllant N de la relació n/N > 0.1, arribem al fet que N < 10 n amb una confiança del 90%.
Si suposem que fins a la data han nascut 60.000 milions d'humans podem afirmar amb un 90% de confiança que el nombre total d'humans serà menor que 10 x 60.000 milions = 600.000 milions.
Suposant que la població mundial s'estabilitzi en arribar als 10.000 milions, i que s'arribi a una esperança de vida de 80 anys, es pot calcular quant temps tardaran els restants 540.000 milions d'humans en néixer. L'argument prediu, amb una confiança del 90%, que la humanitat desapareixerà en 4560 anys. Depenent de l'estimació que fem de l'evolució de la població mundial en els següents segles, el resultat pot variar, però el centre de l'argument és que l'espècie humana pot extingir-se.
No només l'argument en ell mateix descansa sobre la hipòtesi d'una quantitat total (finita) d'individus (per tant d'una fi de la humanitat), sinó que el càlcul pròpiament dit no és vàlid més que suposant un creixement regular de la població, el que és encara més discutible.